# Gahombo
Gahombo è un comune del Burundi situato nella provincia di Kayanza con 39.633 abitanti (censimento 2008).

## Geografia antropica

### Suddivisioni amministrative
Il comune è suddiviso in 20 colline.